# 關戶剛
關戶剛（1963年4月3日－），日本電子遊戲音樂作曲家、改編家、音樂家，從1995年起受雇於艾尼克斯（今史克威爾艾尼克斯）。作為作曲家，其最知名的作品是《武藏傳》（1998）和《最後的遺跡》（2008）。他還在兩個最終幻想系列編曲与演奏團體黑魔導士和洋蔥之星中擔任吉他手。

## 傳記
關戶剛出生于日本大阪。他在1980年代末加入科樂美音樂團隊，並從那時開始電子遊戲作曲生涯。他首個譜曲的遊戲是1989年的《Space Manbow》。翌年，他又同幾位作曲家給《SD Snatcher》和《合金装备2 固蛇》譜曲。接下來他又為體育類遊戲《Double Dribble: 5-on-5》（1991）和《足球巨星》（1995），以及動畫改編遊戲《忍者神龜II》於《賓尼兔的冒險：巴斯特的寶藏》（1995）譜曲，其中又多擔任領銜作曲者。1994年，他和板倉佑一為街機遊戲《雙槍II》譜曲。他於1995年離開科樂美，加入史克威爾大阪部門。
再加入史克威爾後，直到1998年，關戶才為遊戲譜曲；他為該公司首部譜曲的遊戲是《勇敢的剑士 武藏传》。1999年，他為《陸行鳥迷宮2》創作了12首樂曲。與他合作的作曲家有穀岡久美和伊藤賢治。次年，他和福井健一郎與穀岡合作為《All Star Pro-Wrestling》譜曲，之後他又獨自為續作《All Star Pro-Wrestling II》（2001）作曲。第三作暨最後一作《All Star Pro-Wrestling III》（2003）則再次由他和福井譜曲。
在2002年，和伊藤與福井合作為《All Star Pro-Wrestling》譜曲之後，他們決定重編一些植松伸夫譜曲的最終幻想系列音樂。植松聽過他們的兩個重編音樂後表示很喜歡。儘管一開始猶豫不決，但植松最後同意加入關戶與福井的搖滾樂團黑魔導士；關戶擔當樂隊吉他手。2003年，河盛慶次、宮岡道生和羽入田新加入樂隊。黑魔導士發行了三張錄音室專輯，並在幾場音樂會上推廣了他們的專輯。

## 音樂風格
關戶的音樂風格受重金屬樂團范·海伦，夢劇院以及電影譜曲家杰里·戈德史密斯的影響。

## 外部連結
- 關戶剛在互联网电影资料库（IMDb）上的資料（英文）